# Max de Marchant et d'Ansembourg
Maximilianus Victor Eugène Hubertus Josef Maria (Max) graaf de Marchant et d'Ansembourg (Gulpen, 18 januari 1894 - Amstenrade, 24 januari 1975), heer van Amstenrade en Schinveld, was een Nederlands katholiek en later nationaalsocialistisch politicus (RKSP, NSB).

## Afkomst
Hij was de zoon van een rijke Limburgse edelman en Tweede Kamerlid, graaf Iwan de Marchant et d'Ansembourg. Max de Marchant werd in 1912, op 18-jarige leeftijd, genaturaliseerd tot Pruisisch staatsburger en hij vocht in de Eerste Wereldoorlog als oorlogsvrijwilliger in het Duitse keizerlijke leger. Na de oorlog (1919) werkte hij in het bankwezen in Rotterdam en Amsterdam en hij was sinds 1923 beambte bij de Staatsmijnen. In 1925 werd hij voor de Roomsch-Katholieke Staatspartij burgemeester van Amstenrade. Van 1927 tot 1930 was hij lid van de Limburgse Provinciale Staten (ook voor de RKSP).

## Nationaalsocialist
In 1933 sloot hij zich aan bij de Nationaal-Socialistische Beweging van Anton Mussert. Omdat het ambtenaren verboden werd om van de NSB lid te zijn, moest hij in 1934 terugtreden als burgemeester van Amstenrade. Hij woonde op zijn kasteel Amstenrade. Later zou hij ook onder het verbod op lidmaatschap van de NSB van de zijde van de Rooms-Katholieke Kerk in Nederland vallen. Bij de Statenverkiezingen van 1935 werd hij voor de NSB in de Limburgse Provinciale Staten en in de Eerste Kamer gekozen. In 1937 werd Marchant voor de NSB in de Tweede Kamer gekozen waar hij optrad als fractievoorzitter (tot 10 mei 1940).
Toen een ander NSB-kamerlid, Meinoud Rost van Tonningen, in een debat over naturalisatie opmerkte dat er op de lijst zoveel buitenlandse namen stonden (waarschijnlijk bedoelde hij Joodse namen), antwoordde SDAP-kamerlid Willem Drees: "Niet iedereen kan zo'n zuiver Nederlandse naam hebben als de Graaf de Marchant et d'Ansembourg."

## Tweede Wereldoorlog
Op 5 februari 1941 werd de Limburgse gouverneur Van Sonsbeeck door de Duitse bezetter met pensioen gestuurd. Rijkscommissaris Seyss-Inquart benoemde graaf De Marchant et d'Ansembourg als opvolger, waardoor hij commissaris der provincie (de nationaalsocialistische benaming voor de Commissaris der Koningin) van Limburg werd.
Als commissaris der provincie voerde hij het leidersbeginsel door, waardoor op bevel van Seyss-Inquart de Provinciale Staten en alle gemeenteraden werden opgeheven. Als reactie hierop namen op 12 augustus 1941 de 44 Limburgse burgemeesters (de meeste lid van de RKSP) ontslag.
Op Dolle Dinsdag, 5 september 1944, vluchtte graaf De Marchant et d'Ansembourg naar Duitsland. Op 12 september 1944 trokken de Amerikanen Zuid-Limburg binnen en werden de eerste Nederlandse gemeenten bevrijd. Op 30 april 1945 werd de inmiddels door de NSB geroyeerde graaf De Marchant et d'Ansembourg gearresteerd.

## Na de Tweede Wereldoorlog
Het Bijzonder Gerechtshof te 's-Hertogenbosch veroordeelde hem op 29 april 1946 tot 15 jaar gevangenisstraf en verlies van zijn burgerrechten. Dit vonnis werd in oktober 1946 door de Bijzondere Raad van Cassatie bevestigd. In 1954 werd hij in vrijheid gesteld. Hij heeft zijn straf uitgezeten op zijn kasteel te Amstenrade.

## Huwelijk en gezin
Max de Marchant et d'Ansembourg trouwde op 8 oktober 1930 met Myriam von Fürstenberg. Het echtpaar had drie zoons en twee dochters, onder wie:
- Lambert de Marchant et d'Ansembourg (1932-2007)

## Publicaties
- Max d'Ansembourg: '[Terugblik 1931-1945]'. In: Willem Huberts: Er moest iets nieuws komen. Getuigenissen van Nederlandse fascisten 1941-1950. Nijmegen, 2019, pag. 29-50

## Publicaties over D'Ansembourg
- Paul Bronzwaer: Max Graaf de Marchant et d'Ansembourg. Een politieke biografie. Heerlen, 2016. ISBN 978-90-822416-7-9
- Willem Huberts: 'Max d'Ansembourg'. In: Willem Huberts: Er moest iets nieuws komen. Getuigenissen van Nederlandse fascisten 1941-1950. Nijmegen, 2019, pag. 21-28
- A.A. de Jonge, 'Marchant et d'Ansembourg, Maximilianus Victor Eugène Hubertus Josef Maria graaf de (1894-1975)', in Biografisch Woordenboek van Nederland

1. ↑  Drees: Neerslag van een werkzaam leven, Willem Drees, Van Gorcum, 1972, pag.59

 Portaal: Fascisme en nationaalsocialisme in Nederland · Fascisme · Nationaalsocialisme
- Biografisch Portaal: 62915975
- Gemeinsame Normdatei: 1076373941
- International Standard Name Identifier: 0000 0003 9143 3698
- Library of Congress Control Number: n2016014873
- Nederlandse Thesaurus van Auteursnamen: 074928600
- Parlement.com: vg09ll35q2y8
- Virtual International Authority File: 285256465
- WorldCat: E39PBJfGRyB3FJR34x9Jbhgh73